# Buried Alive (film 2007)
Buried Alive è un film horror del 2007 del regista statunitense Robert Kurtzman.

## Trama
Sei ragazzi di città decidono di trascorrere il fine settimana in un vecchio ranch abbandonato nel deserto del Wyoming. Il ranch è di proprietà del padre di uno dei giovani.
Arrivati al ranch, iniziano a sentire presenze sinistre e vedere cose anormali. Si viene a sapere che il bisnonno del ragazzo a cui appartiene la casa aveva trovato dell'oro in grandi quantità, aveva sepolto viva la sua prima moglie per non doverlo spartire, e poi era morto bruciato nella casa assieme a tutta la sua nuova famiglia, ad esclusione del bisnonno del ragazzo.
Dopo che alcuni dei ragazzi vengono misteriosamente uccisi, si comprende che la prima moglie del bisnonno del giovane proprietario del ranch era ancora in vita perché protetta da una divinità, ed aveva intenzione di terminare la sua vendetta uccidendo l'ultimo discendente del suo vecchio consorte ed assassino.
Soltanto una ragazza riesce a fuggire; il proprietario del ranch e sua cugina vengono seppelliti entrambi in una fossa mentre sono ancora vivi, per mano della donna non-morta.